# Sayed Murad Khan

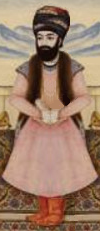
Sayed Murad Khan Zand

Sayed Murad Khan Zand, là một vị vua, người đã trị vì Ba Tư từ 23 tháng 1 năm 1789 đến 10 tháng 5 năm 1789. Ông là vị quốc vương thứ 8 của nhà Zand. Sau khi Jafar Khan bị giết, Sayed Murad lên ngôi, nhưng sau khi trị vì chưa được 4 tháng thì đã bị con của Jafar Khan, Lotf Ali Khan hạ bệ vào ngày 10 tháng 5 năm 1789.